# Mátrai Márta
Mátrai Márta (Szombathely, 1948. február 22. –) magyar jogász, politikus. 1998-tól országgyűlési képviselő, 1998 és 2006 között, valamint 2010-től a Fidesz-frakció helyettes vezetője, 1998 és 2002 között frakcióigazgató is. 2013-tól az Országgyűlés háznagya.

## Életpályája
1966-ban érettségizett a kaposvári Munkácsy Mihály Gimnáziumban. Kezdetben orvos szeretett volna lenni, de végül 1973-ban a Janus Pannonius Tudományegyetem Állam- és Jogtudományi Karára vették fel, ahol 1978-ban szerzett jogi doktorátust. Diplomájának megszerzését követően a Somogy Megyei Tervezővállalat jogtanácsosaként helyezkedett el. Itt 1992-ig dolgozott, amikor a Kapos-Klinker Rt. elnök-vezérigazgatójává nevezték ki. Tisztségében négy évet töltött el, amikor az OTP ingatlankezelő társaságnak területi igazgatója lett. Ezzel párhuzamosan a rendszerváltás idején segédkezett a kaposvári Fidesz-szervezet megalapításában, 1990-ben pedig önkormányzati képviselővé választották a párt jelöltjeként. A pártba 1993-ban lépett be, amikor eltörölték a harmincöt éves korhatárt. A kaposvári szervezet 1994-ben elnökévé választotta, ugyanebben az évben ismét önkormányzati képviselő lett. Ebben a ciklusban a megyei jogú város jogi tanácsnoka volt. 1995-ben a párt országos választmányának tagja, 2006-ban alelnöke lett.
Az 1998-as országgyűlési választáson pártja Somogy megyei területi listájáról szerzett országgyűlési mandátumot. Ekkor távozott az OTP-től, illetve nem indult újra az önkormányzati választáson. A Fidesz-frakció megalakulásakor a frakció igazgatójává és ezzel egyik helyettes vezetőjévé választotta. Tisztségeit a ciklus végéig viselte. Ebben az időszakban a honvédelmi bizottság, valamint az alkotmány- és igazságügyi bizottság tagja, előbbinek 2000 és 2002 között alelnöke volt. A 2002-es országgyűlési választáson ismét a Somogy megyei területi listáról szerzett mandátumot (ahogy 2006-ban és 2010-ben is). A ciklusban frakcióvezető-helyettessége mellett a szociális és családügyi bizottság elnökeként is tevékenykedett. 2010-ben ismét frakcióvezető-helyettessé választották. 2010 és 2011 között az alkotmány-előkészítő bizottság egyik alelnöke volt. Kövér László, az Országgyűlés elnöke felkérte 2012-ben az újra létrehozott háznagyi teendők ellátására, az Országgyűlés 2012 végén megválasztotta. Tisztségét 2013. január 1-jén vette át. A 2014-es országgyűlési választáson pártja országos listájának negyedik helyéről szerzett mandátumot.